# Момчило Величковић Гец
Момчило Величковић Гец (1940 - 9. фебруар 2020) био је лесковачки спортиста и спортски тренер. Био је познат и успешан гимнастичар, такође један од оснивача Гимнастичарског клуба „Дубочица”- Лесковац. Спортски тренер био је у гимнастици, рукомету и одбојци.
Са спортом је почео 1949. године, у другом разреду основне школе, учлањивањем у гимнастичарско друштво. Гимнастичарско друштво се налазило у просторијама кафане „Три девојке”, чија локација је била на Нишкој улици. Као члан друштва помагао је у скупљању новца за реновацију дворане,познате као ДТВ „Партизан”. Био је напредан вежбач, пре времена је био пребачен из категорије пионира у такмичарску категорију. Гимнастичарски савез Србије, као репрезентативца, укључио га је 1964. године у највећи гимнастичарски слет Европе, одржан у Чехословачкој. Осим гимнастиком, у којој је постигао своје најбоље резултате, Величковић се активно бавио и рукометом. Био је првотимац Рукометног клуба „Хисар” и члан репрезентације Лесковца на ондашњим турнирима градова Југославије. Такође, више година је провео у саставу одбојкашког клуба „Летекс”. Знање тренера гимнастике добио је на курсу у Новом Саду, по позиву и одржан од стране Гимнастичарског савеза Србије. Величковић је имао велике успехе и као тренер. Спремањем омладинаца у оквиру Друштва за телесно васпитање „Партизан”, његов тим осваја прво место на Првенству Србије. Прво место у екипној конкуренцији на гимнастичарском првенству Југославије освајају 1965. године. Такође, 2012. године освајају друго место у Србији и 2013. године трећи пласман на Републичком првенству. Радни век провео је у ФХИ „ЗДРАВЉЕ”- Лесковац, у којој је био члан многих тимова радничких спортских игара. Овај заљубљеник у спорт, њиме се активно бавио скоро седамдесет година кроз разне улоге. Момчило Величковић Гец сахрањен је на Шпитаљском гробљу у Лесковцу.